# District de Palnadu
Le district de Palnadu est un district de l'État indien de l'Andhra Pradesh. Le siège du district est situé à Narasaraopet. Le district est l'un des treize nouveau districts créés le 3 avril 2022.